# سیارک ۶۸۳۷
سیارک ۶۸۳۷ (به انگلیسی: 6837 Bressi، نامگذاری:1994XN4) شش هزار و هشتصد و سی و هفتمین سیارک کشف شده‌است که در ۸ دسامبر ۱۹۹۴ کشف شد.
قدر مطلق سیارک برابر ۱۲٫۳۰ است.